# أحلام إليزا
أحلام إليزا (بالبرتغالية: Totalmente Demais‏) هي تيلينوفيلا برازلية مقتبسة من مسرحية بيجماليون للكاتب جورج برنارد شو عام 1913 المسلسل من تأليف روسان سفارتمان وباولو هالم ومن إخراج لويز هينريكي، تم عرض المسلسل على قناة غلوبو ما بين التاسع من نوفمبر 2015 وتم عرض الحلقة الأخيرة يوم 30 مايو 2016، المسلسل من بطولة مارينا روي باربوسا، فابيو اسونساو وجوليانا بايس. في سبتمبر 2017، رشح المسلسل لجوائز ايمي الدولية .
تعرض النسخة المدبلجة للعربية على قناة إم بي سي 4.[بحاجة لمصدر]

## القصة
إليزا هي فتاة تبلغ من العمر 18 عامًا تهرب من المنزل في كامبو كلارو، وهي مدينة خيالية في ريو دي جانيرو، بعد مضايقة زوج أمها دينو. لم تكن تعرف والدها، وتقول والدتها غيلدا إنه كان سائق شاحنة ينطلق على الطرقات. حلمها هو مقابلة هذا الأب وإخراج أسرتها من مأزقها. تزوجت الأم من دينو ولديها طفلان آخران. عندما كانت إليزا طفلة، كان زوج امها يتحرش بها، ولكن بعد أن كبرت ضربت زوج أمها بزجاجة على الرأس بعد محاولتة الأعتداء عليها وتهرب. بمجرد وصولها إلى ريو دي جانيرو، تعيش الشابة في الشوارع وتلتقي بجوناثان، الذي يبيع في إشارات المرور لمساعدة أسرته، التي تعيش في غرب عاصمة الولاية. كما أنها مهددة من قبل التمساح، وهو قطاع طرق مخيف وخطير. لمحاولة كسب بعض المال، تبدأ في بيع الزهور في الحانات والمطاعم. في يوم من الأيام، التقت رجل الأعمال آرثر، مالك شركة تصميم الازياء إكسكاليبور. يعد إليزا بجعلها نموذجًا ناجحًا، لكنها لا تقبل الاقتراح. ومع ذلك، ستكون راضية فقط عن وظيفة في الشركة، حيث ستتعرض للاضطهاد من قبل كارولينا، وهي محررة أزياء طموحة للغاية، عاشقة آرثر، وهو منفصل عن زوجتة ولديه ابنة تدعى جوجو. آرثر يقع في الحب مع إليزا، مما يجعل كارولينا غاضبة جدا. سيبذل آرثر قصارى جهده لجعلها الفائز الأكبر في مسابقة Totally Awesome. تقوم كاساندرا الطموحة والفوضوية بتخريب المنافسة بمساعدة كارولينا، التي تعيش علاقة دون التزام مع آرثر. 

## الموضوعات
غطت أوبرا الصابون عدة موضوعات خلال المخطط. الحدث الرئيسي، وهو ما يجعل إليزا تهرب من المنزل، هو محاولة اغتصاب امرأة شابة من قبل زوج امها، دينو. تم التعامل مع الموضوع النفسي مع خصم المؤامرة صوفيا، التي عاشت حياتها المزدوجة، وحاولت سرقة والديها وقالت إنها على وشك الموت لا تشعر بأي حب لأحد. و جوجو المراهقة تتضاهر بأنها مريضة، لذا لم تضطر إلى الذهاب إلى المدرسة، ووجد والدها أنها تخطت الدروس لأنها كانت تعاني من أقرانها. كارولينا، عندما قررت تبني طفل، التقت غابريل. اكتشفت فيما بعد أن الصبي كان مصابًا بفيروس نقص المناعة البشرية وأنه لم يتم تبنيه لهذا السبب. كانت شخصية أديل ضحية للعنصرية وشخصية ماكس منقبل والديه. طلب ماكس، الذي يخاف من رد فعل والديه على حياته العاطفية، من أديل أن تتظاهر بأنها صديقة له، لكن والديه سخروا منها لكونها سوداء. هاسكي، الذي كان مشاركآ في مسابقة المارثون، كان ضحية العدوان عندما أراد التوقف عن مرافقة عمه في العمل غير القانوني. ويسلي أصبح مشلولًا بعد أن صدم بسياره بواسطة دوراو وكان يعاني من صعوبة في التكيف مع وضعة الجديد.

## روابط خارجية
- أحلام إليزا على موقع IMDb (الإنجليزية)
- أحلام إليزا على موقع كينوبويسك (الروسية)
- أحلام إليزا على موقع قاعدة بيانات الفيلم (الإنجليزية)